# Пчеловод 2
«Пчеловод 2» — предстоящий фильм режиссёра Тимо Тьянжанто, премьера которого запланирована на 2027 год. Продолжение фильма «Пчеловод» (2024).

## Сюжет
Адам Клей — отставной правительственный киллер, бывший спецагент организации «Пчеловод», покончивший со своим криминальным прошлым и ставший простым пасечником. После того, как у его соседки мошенники украли миллионы долларов, доведя её до самоубийства, Клей снова вернулся в игру. Но отомстив за соседку, он совсем не собирается останавливаться.

## Производство
По данным журнала Variety съёмки фильма начнутся осенью 2025 года, но дата премьеры пока не сообщается. Режиссёром фильма станет Тимо Тьяджанто, а сценарий к фильму написал Курт Виммер. Также известно, что одним из продюсеров станет сам Джейсон Стейтем. 23 февраля 2025 года к фильму вышел официальный трейлер, который был просмотрен на YouTube более полумиллиона раз.